# La strada
La strada (literalment, en català, "La carretera") és una pel·lícula dramàtica italiana dirigida per Federico Fellini el 1954. Inscrita dintre del neorealisme italià, l'aclamada pel·lícula va aportar fama internacional al cineasta Fellini, que va guanyar el seu primer Oscar a la millor pel·lícula de parla no anglesa. La pel·lícula va ser produïda per Dino De Laurentiis i Carlo Ponti i protagonitzada per Anthony Quinn i Giuletta Masina (dona de Fellini).

## Argument
La strada tracta sobre les penes d'una ingènua jove (Giulietta Masina) que és venuda a Zampanò (Anthony Quinn), un gitano brutal i sense miraments que es malguanya la vida amb el seu espectacle itinerant en el qual fa gala de la seva força bruta.

## Repartiment
- Anthony Quinn: Zampanò
- Giulietta Masina: Gelsomina
- Richard Basehart: el boig
- Aldo Silvani: Signor Giraffa, el propietari del circ
- Marcella Rovere: la vídua
- Livia Venturini: la monja

## Premis
Va ser candidata a l'Oscar el 1957 en la categoria de millor guió (Federico Fellini i Tullio Pinelli), i va guanyar el premi a la millor pel·lícula de parla no anglesa. En el Festival de Venècia de 1954, Fellini va guanyar el Lleó de Plata i va ser candidat al Lleó d'Or. A l'Argentina l'Associació de Cronistes Cinematogràfics de l'Argentina la va premiar com la millor pel·lícula estrangera el 1957.

## Llocs de rodatge
Bagnoregio, Viterbo, Ovindoli, L'Aquila.